# Akaki Devadze
Akaki Devadze (Georgisch: აკაკი დევაძე) (Tbilisi, 28 november 1971) is een voormalig voetballer uit Georgië. Hij speelde als Doelverdediger (voetbal) clubvoetbal in Georgië, Rusland en Israël. Hij beëindigde zijn actieve carrière in 2008 bij Mglebi Zoegdidi.

## Interlandcarrière
Devadze speelde in de periode 1992–2005 twintig officiële interlands voor het Georgisch voetbalelftal. Hij maakte zijn officiële debuut voor de nationale ploeg op 2 september 1992 in de met 1-0 verloren oefeninterland tegen Litouwen.

## Erelijst
Rostselmash Rostov
- Georgisch voetballer van het jaar

1995